# Shane West
Pour les articles homonymes, voir West.
Shane West, de son vrai nom Shannon Bruce Snaith, est un acteur américain, né le 10 juin 1978 à Bâton-Rouge, en Louisiane (États-Unis). Ses parents sont musiciens.

## Biographie
Depuis qu'il est tout petit, il aime jouer la comédie, c'est donc tout naturellement qu'il se destine au métier de comédien. Il commence par des apparitions dans des séries télévisées telles que Buffy contre les vampires et Sliders : Les Mondes parallèles.
Il décroche son premier gros rôle dans la série télévisée Deuxième Chance en 1999. Il y interprète le personnage d'Eli Sammler, un jeune lycéen confronté au divorce de ses parents. Son premier film sorti au cinéma s'intitule Liberty Heights de Barry Levinson. Il joue également dans Le Temps d'un automne, à l'affiche sous le nom de A Walk to Remember aux États-Unis, adaptation du roman éponyme de Nicholas Sparks, aux côtés de Mandy Moore. 
Il fait également une courte apparition dans Ocean's Eleven de Steven Soderbergh. Un an plus tard, il participe au film  La Ligue des gentlemen extraordinaires qui regroupe des super-héros et où il incarne Tom Sawyer.
Shane West est aussi un excellent musicien et possède son propre groupe, Jonny Was. En 2003, il compose la bande originale du film Le Bronx à Bel Air.
Il participe à la reformation en 2005 du groupe The Germs en tant que chanteur.
Pendant cinq ans, l'acteur s'investit dans le rôle du Dr Ray Barnett dans la série télévisée Urgences pour soixante-dix épisodes.
De 2010 à 2013, il tient le rôle de Michael dans la série Nikita diffusée sur The CW.
Shane tenait le rôle du Capitaine John Alden dans la série télévisée Salem.

## Filmographie

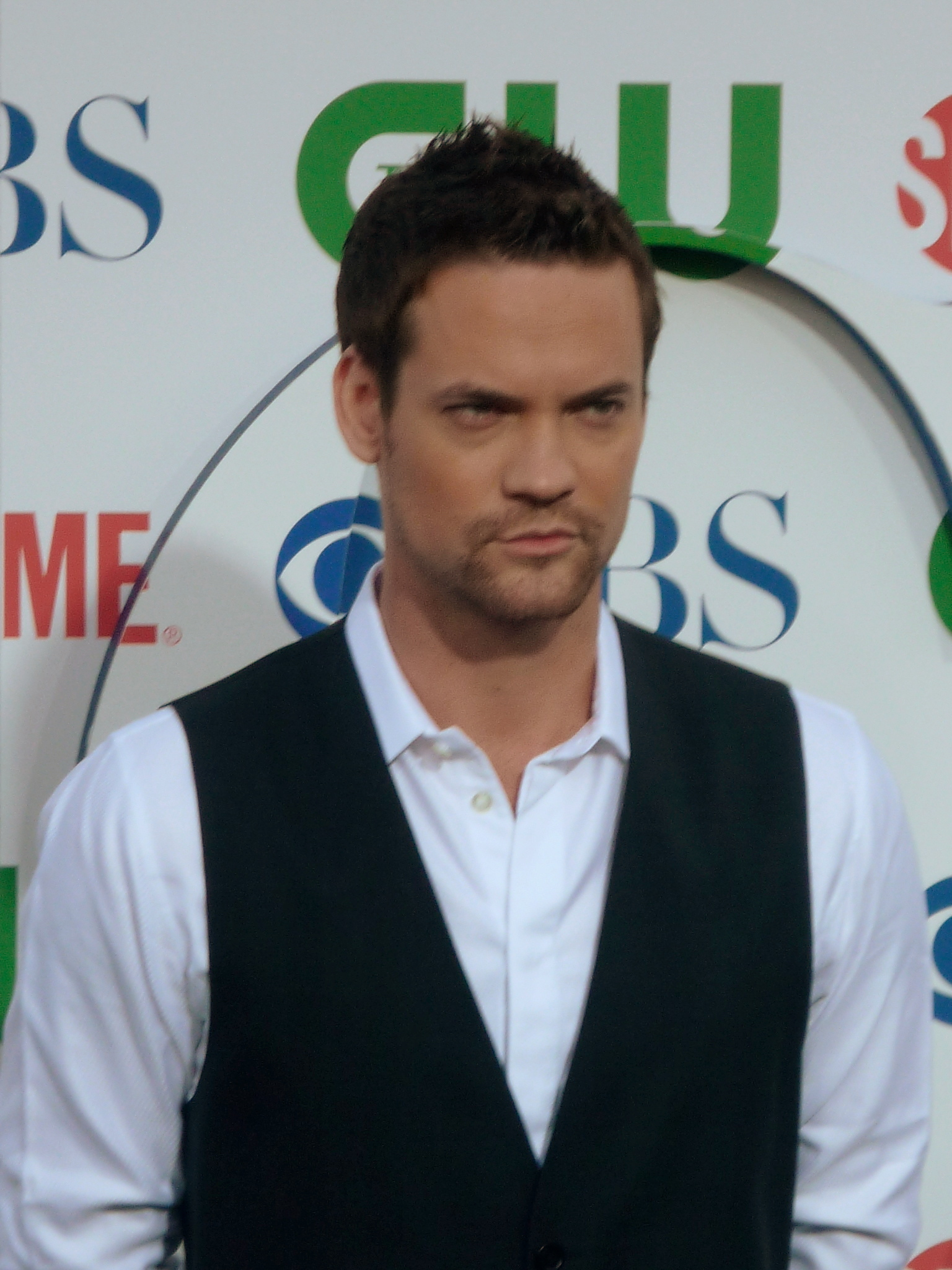
Au CBS Summer Press Tour Party, en juillet 2010.

### Cinéma

#### Longs métrages
- 1999 : Liberty Heights de Barry Levinson : Ted
- 2000 : Dracula 2001 (Dracula 2000) de Patrick Lussier : J. T.
- 2000 : Dangereuse Séduction (Whatever It Takes) de David Raynr : Ryan Woodman
- 2000 : A Time for Dancing (en) de Peter Gilbert : Paul, le DJ
- 2001 : Ocean's Eleven de Steven Soderbergh : lui-même
- 2001 : Get Over It de Tommy O'Haver : Bentley "Striker" Scrumfeld
- 2002 : Le Temps d'un automne (A Walk to Remember) de Adam Shankman : Landon Carter
- 2003 : La Ligue des gentlemen extraordinaires (The League of Extraordinary Gentlemen): Tom Sawyer
- 2006 : The Elder Son (en) de Marius Balchunas : Bo
- 2007 : What We Do Is Secret (en) de Rodger Grossman : Darby Crash
- 2009 : Red Sands (en) d'Alex Turner : Jeff Keller
- 2009 : The Lodger de David Ondaatje : Street Wilkenson
- 2009 : Conspiracy (Echelon Conspiracy) de Greg Marcks : Max Peterson
- 2010 : The Presence (en)de Tom Provost : Ghost
- 2011 : Hollywood Rules de Christopher J. Smith : Donald P. Meyers
- 2013 : Red Sky de Mario Van Peebles : Tom Craig
- 2016 : Here Alone de Rod Blackhurst : Jason
- 2017 : Awakening the Zodiac de Jonathan Wright : Mick Branson
- 2020 : Gossamer Folds de Lisa Donato : Billy
- 2021 : Outsiders de Delmar Washington : Sheriff O'Hare
- 2022 : Maneater de Justin Lee : Will
- 2022 : Chariot de Adam Sigal : Rory Calhoun
- 2022 : Escape the field de Emerson Moore : Ryan
- 2022 : Mid-Century de Sonja O'Hara : Tom Levin
- 2023 : Walden de Mick Davis : détective Bill Kane

#### Court métrage
- 2010 : The Love Affair de Travis Huff : Carter Troy

### Télévision

#### Séries télévisées
- 1995 : Un drôle de shérif : Dave Lattimore (1 épisode)
- 1995 : Génération musique : Doug (1 épisode)
- 1996 : Incorrigible Cory : Nick (1 épisode)
- 1997 : Mr. Rhodes : Mick (1 épisode)
- 1998 : The Closer : Tad (1 épisode)
- 1998 : Sliders : Les Mondes parallèles : Kirk (1 épisode)
- 1998 : Faits l'un pour l'autre : Mitch Maloney (1 épisode)
- 1998 : Buffy contre les vampires : Membre de l'équipe de natation (épisode 20, saison 2)
- 1999-2001 : Deuxième chance (Once and Again) : Eli Sammler (54 épisodes)
- 2004-2009 : Urgences : Dr Ray Barnett (70 épisodes)
- 2010 : Jack Wilder et la Mystérieuse Cité d'or (The Search for El Dorado) (Mini-série) : Jack Wilder (2 épisodes)
- 2010-2013 : Nikita : Michael (73 épisodes)
- 2014-2017 : Salem : John Alden (36 épisodes)
- 2019 : Gotham : Eduardo Dorrance / Bane (4 épisodes)

#### Téléfilms
- 1997 : The Westing Game de Terence H. Winkless : Chris Theodorakis
- 1998 : Hollyweird de Jefery Levy
- 1998 : Clip's Place d'Alan J. Friedman
- 2007 : Supreme Courtships de Ian Toynton

## Voix françaises
En France, Stéphane Miquel est la voix française régulière de Shane West. Il y a également eu Gilles Morvan et Boris Rehlinger qui l'ont doublé à deux reprises chacun.
| - Stéphane Miquel dans : - Urgences (série télévisée) - Dunes de sang - The Lodger - Red Sky - Boris Rehlinger dans : - Le Temps d'un automne - La Ligue des gentlemen extraordinaires - Gilles Morvan dans : (les séries télévisées) - Nikita - Salem - Gotham | Et aussi - Cyrille Artaux dans Sliders : Les Mondes parallèles (série télévisée) - Emmanuel Garijo dans Deuxième chance (série télévisée) - Xavier Béja dans Dangereuse séduction - Maël Davan-Soulas dans Dracula 2001 - Axel Kiener dans Allison Forever - Pierre Lognay dans Jack Wilder et la Mystérieuse Cité d'or (téléfilm) |